# Лисьевский сельсовет
Лисьевский сельсовет — упразднённые сельское поселение и соответствующая административно-территориальная единица в Лебяжьевском районе Курганской области России.
Административный центр — село Лисье.

## История
Статус и границы сельского поселения установлены Законом Курганской области от 4 ноября 2004 года № 714 «Об установлении границ муниципального образования Лисьевского сельсовета, входящего в состав муниципального образования Лебяжьевского района».
10 декабря 2020 года Лисьевский сельсовет упразднён в связи с преобразованием Лебяжьевского муниципального района в муниципальный округ.

## Население
| 1989 | 2002  | 2004  | 2010 | 2012 | 2013 | 2014 |
| ---- | ----- | ----- | ---- | ---- | ---- | ---- |
| 1270 | ↘1164 | ↘1045 | ↘660 | ↘644 | ↘608 | ↘606 |
| 2015 | 2016  | 2017  | 2018 | 2019 | 2020 |      |
| ↘558 | ↘555  | ↘536  | ↘524 | ↘511 | ↘485 |      |

## Состав сельского поселения
| № | Населённый пункт | Тип населённого пункта       | Население |
| - | ---------------- | ---------------------------- | --------- |
| 1 | Баксары          | деревня                      | ↘61       |
| 2 | Лисье            | село, административный центр | ↘487      |
| 3 | Островное        | деревня                      | ↘112      |